# Лапид, Яир
Яир Лапид (ивр. יָאִיר לַפִּיד‎; род. 5 ноября 1963, Тель-Авив, Израиль) — израильский политический и государственный деятель, журналист, писатель, драматург. Премьер-министр Израиля (1 июля — 29 декабря 2022). Первый председатель и основатель партии Еш Атид. Министр иностранных дел Израиля (13 июня 2021 — 29 декабря 2022). Лидер оппозиции в кнессете.

## Биография

### Ранние годы
Родился в Тель-Авиве в семье уроженца Сербии писателя и журналиста венгерского происхождения Йосефа (Томи) Лапида (урожд. Томислав Лампел) и уроженки подмандатной Палестины писательницы-драматурга Шуламит Лапид (урожд. Гилади). Детство Лапида прошло в Тель-Авиве и Лондоне.
Начинал как военный репортёр в армейской газете «Бамахане». С 1988 года работал репортёром и колумнистом поочерёдно в двух крупнейших израильских газетах, «Едиот ахронот» и «Маарив».
У Лапида нет школьного аттестата зрелости. В 2011 году был принят в докторантуру в университете имени Бар-Илана по кафедре культурологии. Его приняли за «достижения в сфере литературы и журналистики». После разразившегося скандала Лапид приостановил своё продвижение к учёной степени.

### Политическая деятельность
8 января 2012 года Яир Лапид объявил об увольнении со Второго канала ИТВ для начала политической деятельности. 15 апреля 2012 года стало известно название новой политической партии Яира Лапида: «Еш Атид» («Есть будущее» ивр. יש עתיד‎). 29 апреля Лапид подал официальное заявление о регистрации партии.
На выборах в кнессет 22 января 2013 года партия Лапида получила 19 мест в 120-местном парламенте, образовав вторую по величине фракцию. Вследствие этого 15 марта Лапид занял пост министра финансов в коалиционном правительстве Биньямина Нетаньяху.
2 декабря 2014 года премьер-министр Израиля Биньямин Нетаньяху отправил в отставку министра финансов Яира Лапида и министра юстиции Ципи Ливни.
5 мая 2021 года Президент Израиля Реувен Ривлин передал мандат на формирование кабмина по итогам выборов 23 марта главе партии «Еш Атид» Яиру Лапиду. 2 июня 2021 года в Израиле оппозиция подписала соглашение о создании правительственной коалиции. Первым премьер-министром Израиля в ротации станет председатель партии «Ямина» Нафтали Бенет, а председатель партии «Еш Атид» Яир Лапид будет альтернативным премьер-министром.
После победы коалиции Нетаньяху — лидер оппозиции в кнессете. Лапид — один из активных противников судебной реформы в её нынешней формулировке и сторонник достижения национального консенсуса по этому вопросу. В рамках выступления в кнессете 30 июля 2023 года предложил принимать все решения, касающиеся разделения властей и судебной системы, не простым большинством голосов, а большинством в две трети голосов.

## Опубликованные работы
- Двойная ловушка: триллер (1989)
- Тень Йоава: детская книга (1992)
- Игра Человека: роман (1993)
- Эльби — История рыцаря: детская книга (1998)
- Шестая загадка: триллер (2001)
- Стояли в ряд: сбор газетных колонок (2005)
- Вторая женщина: триллер (2006)
- Закат в Москве: триллер (2007)
- Воспоминания после моей смерти: Роман (2010)

## Личная жизнь
Занимался боксом, снялся как актёр в двух израильских фильмах в 1991 и 1994. С 1994 года работал телеведущим. Автор публикаций и книг. В 2006 году широкий резонанс получила его пьеса «Правильный возраст».
Женат вторым браком на журналистке и писательнице Лихи Лапид, с которой познакомился во время прохождения резервистской службы в редакции армейской газеты «Бамахане». От этого брака имеет сына и дочь. У Лапида также есть сын от первого брака с Тамар Фридман. После развода Лапид переехал в Лос-Анджелес и работал в Голливуде в компании Арнона Милчена.
Сестра Яира Лапида, Михаль, погибла в автокатастрофе в 1984 году.